# Wonder Where We Land
Albums de SBTRKT
SBTRKT
(27 juin 2011) Save Yourself
(25 mars 2016)
Singles
1. Temporary View
Sortie : 6 juin 2014
2. New Dorp. New York
Sortie : 23 juillet 2014

Wonder Where We Land est le deuxième album studio du projet SBTRKT du britannique Aaron Jerome, sorti le 7 octobre 2014.

## Liste des pistes
| 1.    | Day 1                                      | 0:33 |
| 2.    | Wonder Where We Land (featuring Sampha)    | 2:45 |
| 3.    | Lantern                                    | 2:00 |
| 4.    | Higher (featuring Raury)                   | 4:13 |
| 5.    | Day 5                                      | 0:23 |
| 6.    | Look Away (featuring Caroline Polachek)    | 4:16 |
| 7.    | Osea (featuring Koreless)                  | 2:38 |
| 8.    | Temporary View (featuring Sampha)          | 3:26 |
| 9.    | New Dorp. New York (featuring Ezra Koenig) | 3:00 |
| 10.   | Everybody Knows                            | 3:31 |
| 11.   | Problem (Solved) (featuring Jessie Ware)   | 2:39 |
| 12.   | If It Happens (featuring Sampha)           | 1:29 |
| 13.   | Gon Stay (featuring Sampha)                | 3:36 |
| 14.   | The Light (featuring Denai Moore)          | 3:06 |
| 15.   | Voices in My Head (featuring ASAP Ferg)    | 4:48 |
| 42:23 |                                            |      |

| 16. | Forgotten (featuring Raury)              | 0:59 |
| 17. | Paper Cuts                               | 2:27 |
| 18. | War Drums (featuring Warpaint)           | 2:55 |
| 19. | Spaced Out (featuring Boogie)            | 3:40 |
| 20. | Maybe (featuring Andrew Ashong & Sampha) | 3:17 |
| 21. | Decemberist                              | 2:27 |
| 22. | Tamagotchi (piste bonus)                 | 2:24 |
| 23. | Told You (piste bonus)                   | 3:53 |

## Classements
| Classement (2014)             | Meilleure position |
| ----------------------------- | ------------------ |
| Australie (ARIA)              | 20                 |
| Belgique (Flandre Ultratop)   | 58                 |
| Belgique (Wallonie Ultratop)  | 83                 |
| Pays-Bas (Mega Album Top 100) | 66                 |
| Royaume-Uni (UK Albums Chart) | 16                 |